# Малыш и Карлсон, который живёт на крыше
«Малыш и Карлсон, который живёт на крыше» (швед. Lillebror och Karlsson på taket) — повесть шведской писательницы Астрид Линдгрен, первая часть трилогии о Малыше и Карлсоне.
Действие повести происходит в 1950-е годы в Васастане (центральном районе Стокгольма), где в одном доме проживают два главных героя — Сванте, младший ребёнок семьи Свантесон (по прозвищу Малыш), и на крыше — Карлсон. В первую часть трилогии вошли следующие рассказы: «Карлсон, который живет на крыше», «Карлсон строит башню», «Карлсон играет в палатку», «Карлсон держит пари», «Проделки Карлсона», «Карлсон играет в привидения», «Карлсон выступает с ученой собакой Альберг», «Карлсон приходит на день рождения».

## Сюжет
В Стокгольме в самом обыкновенном доме жила самая обыкновенная семья Свантесонов — папа, мама и трое детей: старший Боссе, средняя Бетан и младший Сванте, которого звали просто Малышом. Однако на крыше этого дома в домике за трубой жило совсем необычное существо по имени Карлсон, которое способно летать благодаря мотору и пропеллеру у него за спиной.
Хотя Малыш был любимцем всей семьи, которого все баловали, в этот день ему не повезло: мама снова отругала сына за порванные штаны, сестра язвительно посоветовала вытереть грязный нос, а папа отчитал за то, что он поздно пришёл из школы. Расстроенный Малыш отправился в свою комнату и тут прилетел Карлсон, который оказался исключительно хвастливым и самоуверенным — в частности, назвав себя «Лучшим в мире специалистом по паровым машинам», он берётся запустить игрушечную паровую машину Малыша, в результате чего последняя взрывается, а на полке остаётся большое пятно от пролитого ранее денатурата. Несмотря на столь очевидный провал, Карлсон ничуть не расстроен и продолжает называть себя «Лучшим в мире» специалистом по любым вопросам. Карлсон улетает, пообещав Малышу на прощание показать свой дом. Малыш пытается объяснить пришедшим в его комнату родителям, что взорвавшаяся паровая машина и прожжённая полка — это проделки Карлсона, но ему никто не верит.
Со временем Малыш начинает всё чаще видеться с Карлсоном и весело проводить с ним время, занимаясь различными развлечениями, такими как игра с конструктором (повлекшая в итоге за собой очередной серьёзный разговор Малыша с родителями, которые не воспринимают существование Карлсона) и розыгрыш Бетан и её парня Пелле под видом палатки из одеяла. Позже Малышу всё же удаётся побывать у Карлсона в гостях в его домике на крыше. Они весь вечер гуляют по крышам и за это время кормят и ухаживают за девочкой-младенцем, оставленной родителями без присмотра, и не дают двум жуликам Филле и Рулле обобрать ничего не подозревающего деревенского парня Оскара. В итоге прогулка заканчивается эвакуацией Малыша с крыши пожарными, и когда Малыш заявил родителям, что на крышу он попал благодаря Карлсону, ему снова не верят.
Вскоре Карлсон знакомится с друзьями Малыша — Кристером и Гуниллой — и тут же решает притвориться привидением, чтобы кого-нибудь напугать; для этого он надевает на себя простыню Малыша, сделав в ней прорези для глаз, и переводит свой мотор в бесшумный режим работы. В квартиру Свантесонов забираются воры — те самые Филле и Рулле, и Карлсон решает над ними поиздеваться, притворившись привидением. В результате воры, страшно перепугавшись, убегают, бросив всё, что собирались украсть.
На следующий день Малыш, Кристер и Гунилла находят на улице пуделя, и Карлсон устраивает с собакой (которую он назвал Альберг по надписи на ошейнике) представление для других детей под названием «Вечер чудес», причём вместо билетов за вход брали конфеты. По словам Карлсона, все эти конфеты должны были пойти «на благотворительные цели» (но в итоге Карлсон просто их съел). Малыш очень надеялся, что Альберга оставят ему, но мама позвонила по телефону, указанному на том же ошейнике, и вернула пуделя законному хозяину — Стефану Альбергу (настоящая кличка пуделя была Бобби). Малыш после этого всю ночь плакал от досады.
Но вот наступил день рождения Малыша, ему исполнилось 8 лет. К нему пришли Кристер и Гунилла. Малыш наконец-то получил в подарок собственную собаку — таксу по кличке Бимбо (до этого Боссе и Бетан разыграли Малыша, подарив ему плюшевую собаку, но в итоге довели его до слёз). Прилетел и Карлсон, который тут же принялся уплетать именинный пирог. Вошедшие мама, папа, Боссе и Бетан опешили, когда увидели маленького пухлого человечка. И мама вскрикнула, и чуть не упала в обморок, потому что она первой увидела Карлсона. Незнакомец в ответ помахал семейству пухлой ручкой, измазанной хлопьями и взбитыми сливками. Взрослые закрыли дверь, решив никому не говорить о Карлсоне, поскольку им на словах никто не поверит, а если кто нибудь и поверит, то своими расспросами не даст им покоя, до конца их дней, (на самом деле опасаясь, что Малыш и Карлсон станут достоянием прессы и телевидения, что потом и случилось).
В конце этого дня Малыш попрощался с Карлсоном, и оба обещали встретиться вновь осенью, когда оба вернутся от своих бабушек.

## Действующие лица
- Карлсон (швед. Karlsson) — маленький толстенький человечек неопределённого возраста, живёт совсем один в маленьком домике на крыше, умеет летать при помощи мотора, который находится у него на спине. О родителях Карлсона известно мало, и то только с его слов, которые немногого стоят: «Моя мамочка — мумия, а отец — гном». Любит гулять по крышам и проказничать. Самоуверен, считает себя «Лучшим в мире» во всех отношениях, а также красивым, умным и в меру упитанным мужчиной в самом расцвете сил. Любит много поесть, из еды предпочитает мясные тефтели, торт со взбитыми сливками и плюшки.
- Малыш (швед. Lillebror, настоящее имя Сванте Свантесон, швед. Svante Svantesson) — младший ребёнок в семье Свантесонов; в начале повествования ему 7 лет, в последней главе повести ему исполняется 8 лет. Любимец и баловень всей семьи, хотя до знакомства с Карлсоном ему часто было не с кем играть. Вежливый и воспитанный мальчик, хотя иногда может вдруг заупрямиться.
- Герр и Фру Свантесон (швед. Herr och Fru Svantesson) — родители Малыша; их имена в книге не упоминаются. Мама Малыша — домохозяйка, родилась в Эскильстуне, папа Малыша родом из Гётеборга. Кем он работает — неизвестно, но зарабатывает достаточно много. Бабушка Малыша живёт в деревне, куда Малыш ездит летом, а мама поехала к ней один раз отдыхать и лечиться. В начале повествования подчёркивается, что это самая обыкновенная семья.
- Боссе Свантесон (швед. Bosse Svantesson) — старший сын в семье Свантесонов, ему 14 лет. Родился в Мальмё. Предпочитает футбол школьным занятиям.
- Бетан Свантесон (швед. Bettan Svantesson) — старшая сестра Малыша и младшая сестра Боссе, с которым очень дружна. Тоже родилась в Мальмё. Ей 13 лет, она носит волосы, завязанные в конский хвостик, редко бывает дома, так как постоянно ходит на свидания с мальчишками. В свободное время организует с друзьями по школе драмкружок.
- Гунилла (швед. Gunilla) — подруга Малыша, учится с ним в одном классе, живёт на той же улице. Малыш влюблён в Гуниллу и говорит, что в будущем они поженятся.
- Кристер (швед. Krister) — одноклассник Малыша. С Кристером он часто дерётся, но потом сразу мирится. У Кристера есть собака Ёффа, и Малыш из-за этого ему очень завидовал.
- Филле и Рулле (швед. Fille och Rulle, настоящие имена Филипп и Рудольф, швед. Filip och Rudolf) — квартирные воры, самые отпетые хулиганы и воры во всём Васастане. Карлсон называет их «хулиганы-сороканы». Живут вдвоём в мансарде недалеко от дома Малыша.
- Оскар (швед. Oskar) — провинциал, который впервые приехал в Стокгольм, и которого хотели обокрасть Филле и Рулле.
- Кирре (швед. Kirre) — знакомый Малыша, который был вечно всем недоволен.

## Переводы

### На русский язык
В России книга стала популярна благодаря переводу, сделанному Лилианной Зиновьевной Лунгиной. Первое издание повести в СССР вышло в 1957 году. Издание «Две повести о Малыше и Карлсоне» выходит в 1965 году, переиздаётся в 1968 году. «Три повести о Малыше и Карлсоне» впервые выходят в 1973 году, повторно в 1974 году, и переиздаются в последующие годы. Во всех изданиях СССР — переводы Лилианы Лунгиной, в большинстве случаев — с иллюстрациями шведской художницы Илон Викланд.
Позже появился перевод Людмилы Брауде (имя героя с двумя «с» — «Карлссон»); по оценкам критики, более близкий к оригиналу, но менее поэтичный.
Существует также перевод Эдуарда Успенского, подвергшийся резкой критике.

## Экранизации и радиопостановки

### Мультфильмы
- «Малыш и Карлсон» (СССР), 1968 год.
- «Карлсон вернулся» (СССР), 1970 год. По мотивам обоих советских мультфильмов в 1970-е годы выходят книги большого формата.
- «Карлсон, который живёт на крыше» (Швеция—Германия), 2002 год.

С 2013 года киностудия «Союзмультфильм» ведёт переговоры с правообладателями и наследниками Астрид Линдгрен о создании мультсериала о Карлсоне. Народный артист РСФСР Василий Ливанов выразил готовность озвучить Карлсона в новых сериях, однако, по словам актёра, переговоров об этом с ним пока ещё не было.

### Художественные фильмы
- «Самый лучший в мире Карлсон» (Швеция, 1974), телеверсия: «Карлсон, который живёт на крыше» (Швеция—Германия, в 4 сериях). Режиссёр Олле Хельбум. В роли Карлсона — Матс Викстрем, в роли Малыша — Ларс Седердаль. Кинофильм был выпущен в советский прокат в 1980 году, телеверсия впервые была показана на канале «Культура» в 2004 году. В телеверсии есть несколько сцен, не вошедших в кинофильм. Песенка Карлсона из данного фильма впоследствии была включена в финальные титры мультипликационного фильма режиссёра Вибеке Идсе (Швеция-Норвегия) 2002 года в ином исполнении.
- «Тот ещё Карлосон!» (Россия, 2012). Режиссёр Сарик Андреасян. В роли Карлсона — Михаил Галустян, в роли Малыша — Федя Смирнов. Переносит действие в наши дни и значительно изменяет сюжет.

### Фильм-спектакль
- «Малыш и Карлсон, который живёт на крыше» (Т/О «Экран» и Московский театр Сатиры, 1971 год). Экранизация спектакля Московского театра Сатиры с Карлсоном — Спартаком Мишулиным. Несколько раз показывался по Центральному телевидению СССР.

### Радиопостановки
- «Малыш и Карлсон, который живёт на крыше», инсценировка одноимённой повести. Режиссёры: Николай Литвинов и Наталья Львова. Музыка Эдисона Денисова. Главные роли исполняют: Маргарита Корабельникова (Малыш) и Николай Литвинов (Карлсон). Запись 1958 года. С небольшими сокращениями радиоспектакль был записан на три пластинки фирмы «Мелодия». В настоящее время обе версии переизданы — полный вариант на MP3 (Аудиокнига), «пластиночная» версия — на CD фирмы «Мелодия».
- "Малыш и Карлсон,который живёт на крыше". Радиоспектакль. Карлсон, Рулле - Георгий Вицин; Малыш - Татьяна Канаева; Фрекен Бок - Лариса Гребенникова; мама, Бетан - Татьяна Решетникова; Гунилла - Лада Макарова; автор, папа,Филле, Юлиус - Алексей Борзунов; режиссёр-постановщик Лидия Кожевникова; звукооператор - Александр Ларин.

Издавался на двух кассетах.

## Компьютерная игра
1 апреля 2005 года в России была выпущена на 2 CD компьютерная игра «Карлсон, который живет на крыше» (разработчик: Gammafon; локализатор: Snowball), созданная по книге Астрид Линдгрен и разработанная при участии её семьи для детей 5-12 лет. Роли в ней озвучивали: Василий Ливанов (Карлсон), Лариса Брохман (Кристер), Сергей Бурунов, Татьяна Весёлкина (Гунилла), Наталия Литвинова (Фрекен Бок), Александр Пожаров (Филле и Рулле) и Ольга Шорохова (Малыш).

## Театральные постановки
- В России один из запоминающихся образов Карлсона создал артист Спартак Мишулин в одноимённом спектакле Московского академического Театра сатиры.
- Очень популярным был и ленинградский «Карлсон» Театра имени Ленсовета (c Анатолием Равиковичем и Алисой Фрейндлих в главных ролях).
- Спектакль с применением кукол и игрой живых актёров также был поставлен в Государственном театре кукол Республики Беларусь[значимость факта?].
- «Малыш и Карлсон» в постановке Евгении Никитиной. Русский драматический театр «Мастеровые» г. Набережные Челны. Премьера 17 декабря 2016 года